# Дворец (Пермский край)
Дворец — село в составе Очёрского городского округа в Пермском крае.

## Географическое положение
Село расположено в восточной части округа примерно в 19 километрах по прямой на северо-восток от города Очёр.

## Климат
Климат характеризуется как умеренно континентальный, с морозной снежной зимой и коротким тёплым летом. Средняя многолетняя температура самого холодного месяца (января) составляет −15,5 °C, температура самого тёплого (июля) 17,5 °C. Продолжительность безморозного периода — 115 дней. Среднегодовое количество осадков — 441 мм.

## История
Известно с 1795 года как деревня Верх-Нытвенская, или Поселье. В 1834 году упоминается уже как Верх-Нытвенское поселье. С 1839 года село Дворецкое.
В начале 1900-х годов в школе села работала помощницей учительницы и заведующей школьной библиотекой Маргарита Васильевна Кириллова — участница российского революционного движения.
Во время Гражданской войны командир 1-го Сибирского корпуса генерал Пепеляев А.Н., получив приказ генерал-лейтенанта Р. Гайды на рассвете 19 января 1919 года взять Оханск, сосредоточил в селе Дворецкое ударную группу. Об этом удалось узнать советской разведке и начдив 30-й стрелковой дивизии Блюхер В.К. для предупреждения наступления противника приказал занять село. Эту задачу возложили на 2-й полк Красноуфимской бригады Грязнова И.К. 17 января советские части подошли к позициям белых и атаковали их, но у самого села атакующих остановил сильный огонь. Пришлось залечь в снегу. Начался снежный буран. Трижды поднимались роты в атаку и трижды отбрасывались назад. Белые держались стойко и не давали продвинуться атакующим. Тогда 1-й полк совершил ночной марш, атаковал Дворецкое с юга, когда 2-й полк продолжил атаки с запада, и ворвался в село. В бою у Дворецкого особенно ожесточенно отбивался офицерский штурмовой батальон. Красные смогли захватить пленных, два пулемёта и много патронов. Успех уральцев, хотя и был только тактическим, оказал большое моральное воздействие, поэтому победы под Дворецким и Нытвой были отмечены командованием Восточного фронта.
До 2020 года входило в состав Спешковского сельского поселения Очёрского района. После упразднения обоих муниципальных образований входит в состав Очёрского городского округа.

## Население
Постоянное население составляло 501 человек в 2002 году (94 % русские), 358 человек в 2010 году.